# Pelotón (reality show)
Pelotón fue un reality chileno transmitido por TVN entre 2007 a 2010. Fue conducido en sus primeras temporadas por Felipe Camiroaga y Bárbara Rebolledo, luego por Rafael Araneda y Karen Doggenweiler, hasta que esta última decidió retirarse del programa para apoyar la candidatura presidencial de su esposo Marco Enríquez-Ominami, siendo Katherine Salosny la que se encarga de sustituirla en la conducción del programa. El reality show fue producido por Nicolás Quesille.
En este programa los participantes eran sometidos a una fuerte instrucción militar con el fin de ganar 50 millones de pesos chilenos. Los participantes eran llevados a una casona ubicada en Camino Santa Inés, en la comuna de Calera de Tango, Región Metropolitana, la que fue acondicionada para funcionar como base militar.

## Temporadas
| Temporada   | Premier                  | Término                 | Ganador                  | Segundo lugar         | Tercer lugar      | Número de participantes |
| ----------- | ------------------------ | ----------------------- | ------------------------ | --------------------- | ----------------- | ----------------------- |
| Pelotón I   | 2 de enero de 2007       | 7 de mayo de 2007       | Juan Pablo Matulic       | Yángelo Gutiérrez     | Gianella Marengo  | 20                      |
| Pelotón II  | 2 de octubre de 2007     | 11 de marzo de 2008     | Martín Hereveri          | Felipe Arancibia      | Pía Rivera        | 24                      |
| Pelotón III | 29 de junio de 2009      | 17 de noviembre de 2009 | Francisco Schilling      | María Eugenia Larraín | Nabih Chadud      | 21                      |
| Pelotón IV  | 29 de noviembre de 2009  | 28 de marzo de 2010     | Francisco Rodríguez Prat | William Orrock        | Francisca Puertas | 20                      |
| Pelotón V   | 20 de septiembre de 2010 | 21 de diciembre de 2010 | Federico Koch            | Romina Parraguirre    | Giordano Barrios  | 20                      |

### Primera temporada
Pelotón fue la primera temporada del exitoso reality show militar transmitido por TVN cinco días a la semana (3 veces en horario estelar). Fue conducido por Felipe Camiroaga y Bárbara Rebolledo, el cual fue producido por Nicolás Quesille. En este programa los participantes se someten a una fuerte instrucción militar con el fin de ganar 50 millones de pesos chilenos. Los jóvenes que ingresaron al reality, fueron llevados a una propiedad ubicada en la comuna de Calera de Tango, Región Metropolitana, la que fue acondicionada para funcionar como base militar. Ambas temporadas tuvieron un fuerte éxito dejando millonarias ganancias para el canal estatal, e incluso su primera temporada superó ampliamente al reality Fama de Canal 13
La primera temporada comenzó el 2 de enero y terminó el 7 de mayo de 2007, y tuvo como ganador a Juan Pablo Matulic quien ganó la prueba final de ascenso.

### Segunda temporada
El ganador de esta temporada fue el estudiante Rapa Nui, Martín Hereveri ganando $50.000.000 de pesos chilenos y una medalla de oro; seguido en segundo lugar por el estudiante de medicina veterinaria, Felipe Arancibia quién ganó $10.000.000 de pesos chilenos y una medalla de plata.
TVN transmitió el primer capítulo de la segunda temporada el martes 2 de octubre de 2007, a las 22 horas (GMT-3). Los conductores fueron los mismos de la primera temporada: Felipe Camiroaga y Bárbara Rebolledo. Este fue transmitido desde la Isla Robinson Crusoe. Ahora la transmisión era dos veces a la semana en horario estelar (martes y jueves), días de nominación y eliminación respectivamente. Los días lunes, miércoles y viernes se transmitió en horario de trasnoche.
Durante la emisión del Festival Internacional de la Canción de Viña del Mar, Pelotón debió cambiar su horario normal, transmitiéndolo desde las 20.00 a 21.00 (GMT-3). Esa semana, Pelotón fue denominado Pelotón Prime.
Casi al final de la temporada, TVN comenzó a transmitir el reality en horario diurno, de lunes a viernes desde las 18.30 a 19.30 (GMT -3). Este programa fue denominado Pelotón PM.

### Tercera temporada
Pelotón III, también conocido fue como Pelotón VIP. Televisión Nacional de Chile comenzó a trabajar en la tercera temporada de Pelotón a finales de abril de 2009. Los animadores fueron confirmados el 14 de mayo de 2009, siendo estos Karen Doggenweiler y Rafael Araneda mientras que TVN se encontraba trabajando en el casting en donde participarán distintos famosos y personajes del medio chileno, dándose a conocer los participantes la segunda semana de junio de 2009.
Como escenario de fondo esta tercera versión del juego de estrategias volvió a ser en La Casona de Calera de Tango, y el instructor esta vez tendrá otros roles. Esta vez, el nuevo instructor fue el Capitán de Fragata en retiro, Buzo Táctico y campeón mundial de salto nocturno, René O'Ryan Salazar.

### Cuarta temporada
Televisión Nacional de Chile comenzó a trabajar en la cuarta temporada de Pelotón a mediados de octubre de 2009, nuevamente para una edición vip, aunque esta vez lleva mezcla con algunos desconocidos que postularon por internet.
Actualmente TVN se encuentra trabajando en el casting en donde participarán distintos famosos y personajes del medio chileno, dándose a conocer los participantes desde la semana del 26 de octubre y la primera semana de noviembre de 2009.
Kathy Salosny anunció, durante la presentación de los nuevos reclutas, que la nueva temporada se extendería hasta marzo de 2010.
Esta cuarta versión del juego militar volverá a ser en la casona de Calera de Tango, pero esta vez habrá dos jefes de base, el Comandante René O'Ryan Salazar y el Instructor Jorge Devia Salas.
El 1 de enero de 2010, ingresaron a Pelotón cuatro nuevos reclutas (que se vera por las pantallas el día 4 de enero).Sus nombres son: Eliana  Albasetti (ex- amor ciego y 1810 de canal 13), el ex Protagonista de la Música (Canal 13) Sebastián Longhi, Francisco Rodríguez (Calle 7) y la exconcursante del reality La Casa de Canal 13, Carolina Zegers, Mariela Montero (ex pelotón), Juan Cristóbal Foxley también (ex pelotón), estos dos últimos entraron en calidad de "infiltrados", haciéndose pasar como nuevos reclutas.
Pelotón se extendió por unos días de marzo, debido al terremoto que azotó a La República de Chile.
A los Reclutas (Jara, Rodríguez, Orrock y Longhi) se les dio un Rango Mayor catalogado como "Alférez".

### Quinta temporada
Pelotón V, conocido como Pelotón, la dinastía del honor esta ambientada en las artes marciales japonesas. Los animadores fueron los mismos de la tercera temporada, Karen Doggenweiler y Rafael Araneda, el cual dejó de ser animador el 4 de noviembre de 2010, tras firmar por Chilevisión. 
El estreno del reality fue el 20 de septiembre de ese año. Los participantes fueron Karen Amenábar, Christell Coopman, Kike Acuña, Manuel Neira, Marisol Gálvez, Waldo Martínez, Rosemarie Segura, Giordano Barrios, Christian Hunter, Jimmy Fernández, María Eugenia Larraín, Fernanda Acevedo, Romina Paraguirre, Glenn Vega, Federico Koch y Karina Larraín.
El primer episodio tuvo un promedio de 23 puntos de índice de audiencia, lo que lo ubicó en el primer lugar de su horario, sin embargo esta temporada obtuvo el menor porcentaje de índice de audiencia del programa.

## Desarrollo del programa

### Instructor
Los participantes están a cargo de un instructor, quien vela por la disciplina, el honor y el cumplimiento del deber.
En las primeras dos temporadas el hombre a cargo de esta función fue Reinaldo González, retirado de la Armada de Chile el año 2007; ex Infante de Marina, quién ejerció como instructor antes de retirarse en la Academia Politécnica Naval en Viña del Mar. Al principio se mostró duro y racional, pero al correr del tiempo los reclutas le empezaron a tomar un gran cariño.
Para la tercera temporada se buscó un nuevo instructor debido a que Reinaldo González participó en 1810, un reality de Canal 13. El nuevo instructor fue el Capitán de Fragata en retiro, buzo táctico y campeón mundial de salto nocturno, René O'Ryan Salazar.
Para la cuarta temporada hubo dos jefes de base, el exinstructor de la base que pasó a ser el comandante de la base, René O'Ryan Salazar, y el nuevo instructor, Suboficial Mayor en retiro, Jorge Devia Salas.

## Programas relacionados

### Pelotón PM
Pelotón PM es un programa satélite en el cual se muestran imágenes inéditas y secuencias en bruto de la vida en la base de Pelotón. Se transmitía de 18.30 a 19.30 (GMT -3), y en la tercera temporada de 17.30 a 18:00 (GMT -4).

### Pelotón Prime
Nombre del reality en su edición central durante los días que se transmite Festival Internacional de la Canción de Viña del Mar. Se transmite de 20.00 a 21.00 (GMT -3).

### Abre los ojos
Abre los ojos es el programa de entrevistas donde van los reclutas eliminados de la base. Ahí les muestran imágenes inéditas del programa y conversan sobre diversos hechos ocurridos en la base con los eliminados. Además, se les formulan preguntas al público, para que determinen ciertas cosas que ocurrirán en la base durante la semana. Generalmente son premios o penitencias para los reclutas.
Se emitió originalmente desde el 9 de octubre de 2007 al 26 de marzo de 2010. Fue conducido por Bárbara Rebolledo (temps. 1-2), Rafael Araneda (temp. 3), Macarena Tondreau (temp. 4), Karen Doggenweiler (temp. 5), Jean Philippe Cretton (temp. 5), Carla Jara (temp. 5) y Marisol Gálvez (temp. 5).